# دانشگاه لینشوپینگ
دانشگاه لینشوپینگ (انگلیسی: Linköping University; سوئدی: Linköpings universitet) در شهر لینشوپینگ در کشور سوئد قرار دارد. این دانشگاه طی سال‌های ۱۹۶۹ تا ۱۹۷۵ تأسیس شده‌است. این دانشگاه یکی از بزرگترین دانشگاه‌های سوئد است.

## فارغ التحصیلان
- کارل-هنریک سوانبرگ